# Transpirationswaage
Die Transpirationswaage ist ein Messgerät, mit dessen Hilfe die Transpirationsrate von Pflanzenmaterial, in der Regel einzelnen Blättern, bestimmt werden kann. 
Dieses Verfahren wird auch als Momentanmethode nach Stocker bezeichnet. Die Transpirationswaage ist eine Kombination aus einer Balken- und einer Torsionswaage. An das eine Ende wird ein frisch abgeschnittenes Blatt gehängt, an die gegenüberliegende Seite ein entsprechendes Gegengewicht. Damit die Wägung nicht vom Wind verfälscht wird, wird die Waage mit einer Glashaube abgedeckt.

## Messung
Zunächst wird ein repräsentatives, mittelgroßes und unverletztes Blatt der zu untersuchenden Pflanze abgeschnitten. Die darauffolgende Stressreaktion, das Schließen der Stomata, tritt erst etwa drei Minuten nach dem Abschneiden ein. Die Messung muss also in diesem Zeitraum abgeschlossen werden.
Das frisch abgeschnittene Blatt wird nun gewogen und im Anschluss daran wieder in die Nähe der Schnittstelle gehängt, um gleiche Parameter wie vor dem Blattschnitt zu gewährleisten. Nach knapp drei Minuten erfolgt die zweite Wägung. Aus der Differenz der beiden ermittelten Gewichte lässt sich die Transpirationsrate ermitteln. Sie wird in Milligramm Wasserverlust pro Gramm Frischgewicht pro Stunde angegeben. Alternativ kann die Transpirationsrate auch auf die Blattfläche bezogen werden.